# Palazzo della Penna
Le Palazzo Della Penna  est un palais situé via Podiani 11 donnant sur la piazza d'Italia à  Pérouse. Le palais est le siège du Musée Civique du Palais de la Penna  et siège de diverses associations culturelles et bureaux municipaux.

## Histoire
Le palazzo della Penna de style néoclassique a été construit en plusieurs phases entre le XVIe  et le  XIXe siècle sur les vestiges d'un amphithéâtre romain partiellement visible. Il a appartenu à la famille Vibi puis aux Arcipreti della Penna. En 1822  Serafino Siepi le définit comme un palais très vaste et magnifique abritant une riche bibliothèque et une galerie de tableaux prestigieux.
D'après l'inventaire des biens appartenant au baron Fabrizio della Penna, dressé en 1838 par le notaire Giacomo Antonini sur la base d'expertises précises, il apparaît que la bibliothèque comprenait 1994 ouvrages, dont une description bibliographique détaillée comprenant le catalogue et la valeur globale de la collection.
Siepi a également montré la plus grande appréciation pour la galerie de tableaux, définie comme « une précieuse collection de peintures précieuses et la plus abondante de toutes celles qui existent à Pérouse ». La mise en place de la collection a commencé au milieu du XVIIe siècle à l'initiative d'Ascanio della Penna (1607-1664), dont le goût raffiné pour la collection a été favorisé par l'étude des beaux-arts, cultivés dès son entrée comme page au service des grands ducs de Toscane et par la présence du peintre napolitain Salvatore Rosa, dont il possède plusieurs peintures.
Le baron Fabrizio della Penna Crispolti (1779-1838) est notamment responsable de l'achat en 1821 aux Servites de Santa Maria Nuova de Pérouse de la Vierge à l'Enfant entre les saints Jérôme et François, « un excellent ouvrage de Pietro Perugino estimé à 5 000 insignes royaux ». Fabrizio Ricci della Penna (-1901) est à l'origine de la dispersion de la galerie de tableaux, dont la mauvaise gestion de la propriété familiale dont la vente est imposée en 1899 par le tribunal de Pérouse.
Rénové au début du XIXe siècle, il est décoré à fresque par l'artiste ombrien Antonio Castelletti avec des thèmes inspirés du mythe de Pâris. De la même période sont les « vues idéales » de la chambre des Paysages réalisées par le décorateur Pasquale Angelini.

## Musée Civique du Palazzo della Penna

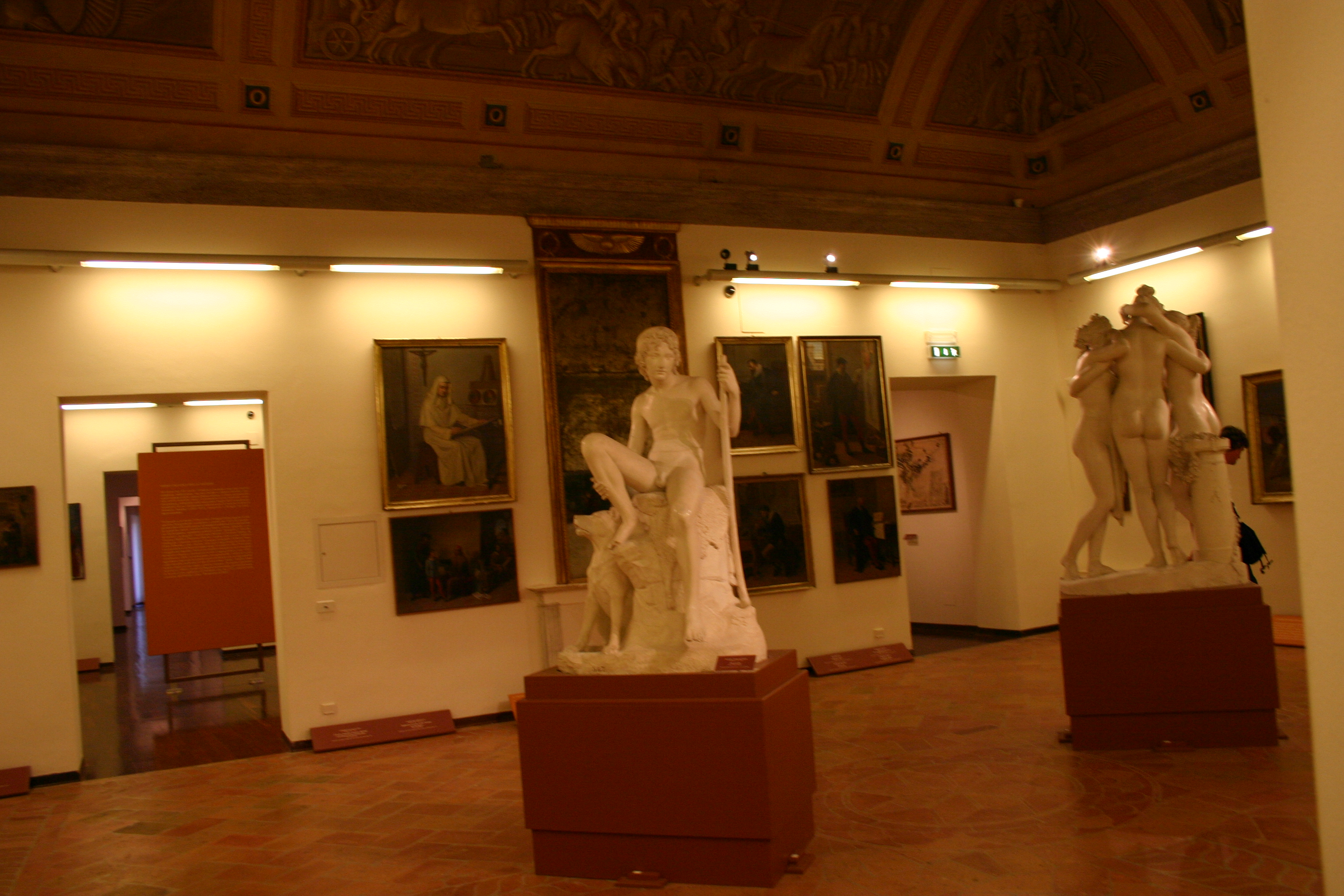
Une des salles

Le palais abrite un musée d'art contemporain, le Museo civico di Palazzo Della Penna, qui abrite deux importantes collections permanentes sur l'histoire de la ville.
- Médecins et Futuristes Ombriens : Une grande collection d'œuvres du peintre futuriste Gerardo Dottori. (Pérouse, 11 novembre 1884 - 13 juin 1977) depuis le début de sa carrière académique, à travers ses expériences divisionnistes, jusqu'à ses œuvres aero-picturales et Art sacré futuriste.
- Joseph Beuys à Pérouse : Une exposition Opera Unica composée de six tableaux noirs réalisés illustrés par Joseph Beuys lors d'une performance dans la Sala Cannoniera de Rocca Paolina le 3 avril 1980 dans le cadre de la rencontre entre l'artiste allemand et Alberto Burri, auteur d'une autre œuvre importante d'art contemporain Grande Nero (it) visible dans une salle de la Rocca Paolina.

Le musée accueille régulièrement des expositions temporaires consacrées principalement à l'art contemporain, à la photographie et à l'histoire artistique et culturelle de la ville.